# Exechia paulistensis
Exechia paulistensis är en tvåvingeart som först beskrevs av Lane 1947.  Exechia paulistensis ingår i släktet Exechia och familjen svampmyggor. Inga underarter finns listade i Catalogue of Life.